# 拟红银斑蛛
拟红银斑蛛（学名：Argyrodes miltosus）为球蛛科银斑蛛属的动物。在中国大陆，分布于湖北、浙江、湖南等地，多生活于寄居在 Argiope amoena 的网上。该物种的模式产地在湖南大庸。